# Station Gilleleje
Station Gilleleje is een station in Gilleleje, Denemarken, dat is geopend op 14 mei 1896.
Dit station is de plek waar de spoorlijn Helsingør - Gilleleje en de spoorlijn Hillerød - Gilleleje, die door spoorvervoerder Lokaltog als doorgaande lijn Helsingør - Hillerød worden geëxploiteerd, in elkaar overgaan. 